# Arquimbaldo I de Grailly
Arquimbaldo I de Grailly  era el hijo menor de Pedro II de Grailly y de Rosamburga de Périgord. Fue vizconde de Benauges y de Castilhon, por su matrimonio con Isabel de Castellbó, condesa de Foix, Vizcondesa de Castellbó, y vizcondesa de Bearn, entre otros títulos. Isabel sucedió a su hermano Mateo I, fallecido en agosto de 1398 sin sucesión, y asoció a su esposo al gobierno.
Arquimbaldo favorecía al rey de Inglaterra y al de Navarra contra el de Francia. Foix estaba bajo soberanía feudal del rey de Francia, Castellbó del rey de Aragón, y Bearn era totalmente soberano. Por ello el rey se opuso a la sucesión y fuerzas reales ocuparon Mazeres y Severdun en el condado de Foix, y dos hijos de los condes quedaron como rehenes. Se concluyó una tregua e Isabel y Arquimbaldo, sucesivamente, ofrecieron su homenaje al rey, quien, tras la segunda visita (la del esposo) aceptó, liberando a sus dos rehenes, quienes, junto con su padre, juraron solemnemente fidelidad al rey el 2 de marzo de 1402. Diez años después Arquimbaldo incluso fue nombrado capitán general del Languedoc
Arquimbaldo e Isabel tuvieron 5 hijos:
1. Juan I, sucesor en el condado de Foix y los vizcondados de Castellbo y Bearn, y conde de Bigorre.[5]
2. Arquimbaldo I señor de Navalhas, casado con Sancha Jiménez de Cabrera, que por su hija Isabel dieron origen a la dinastía de Caramany, vizcondes de Caramany y señores de Navalhas y San Félix.[6]
3. Mateo I conde de Cominges por su enlace con Margarita I de Cominges.
4. Gastón, conde de Benauges, señor de Grailly, vizconde de Catilhon y señor de Curson, que casó con Margarita de Albret dando origen a la rama de Condes de Candale.
5. Pedro, Obispo de Cominges, Tarbes, Lescars, Albano, y cardenal y arzobispo de Arlés

Murió en 1413. 
Títulos:
- Vizconde de Benauges
- Vizconde de Castilhon
- Señor de Grailly
- Señor de Gurson
- Conde de Lavaux
- Conde de Longueville
- señor de Fleix
- señor de Put-Paulin
- Señor de Santa Cruz de Villagrand
- Señor de Rolle
- Señor de Langon
- Señor de Castelnau
- Señor de Melle
- Señor de Bachevele
- Señor de Cadillac
- Señor de l'Isle
- Señor de San Jorge
- Señor de La Trayne
- Señor de Pomiers
- Señor de Podensac
- Señor de Hausos
- Captal de Buch

Antecesor: en Benauges, Castilhon, Grailly, Gurson, Felix, Puy-Paulin, Santa Cruz de Villagrand y Langon Pedro II de Grailly
Sucesor: en Foix, Castellbó, Bearn Juan I de Foix, en las demás posesiones Gaston de Greilly